# Sulfonate

Structure typique d'un groupe sulfonate.

Un ion sulfonate est un ion contenant le groupe -S(=O)2-O−. Sa formule générale est de type R-SO2O−, où R est un groupe organique. Ils constituent les bases conjuguées des acides sulfoniques de formule générale R-SO2OH. Les sulfonates sont de bons groupes partants lors des réactions SN1, SN2, E1 ou E2 car ce sont des bases faibles.
Il est usuel d'utiliser le même terme pour les composés contenant le groupe fonctionnel, les sels ou des composés covalents similaires, ou encore des esters.

## Exemples
- ion mésylate (méthanesulfonate) de formule : CH3SO2O−
- ion triflate (trifluorométhanesulfonate) de formule : CF3SO2O−
- ion tosylate (p-toluènesulfonate) de formule : CH3C6H4SO2O−
- ion bésylate (benzènesulfonate) de formule : C6H5SO2O−

## Toxicologie
Parmi les composés perfluorés, le sulfonate de perfluorooctane (SPFO) est persistant dans l’environnement, s’accumule dans les tissus adipeux des organismes vivants et est toxique pour l’Homme et les animaux. On en a trouvé dans le sang du cordon ombilical de 99 % de 299 nouveau-nés testés à Baltimore, ce qui montre une contamination intra-utérine. D'autres perfluorés ont été trouvés, mais à des doses plus faibles.